# 新橋喜代三
新橋 喜代三（しんばし きよぞう、女性、1903年10月12日 - 1963年3月23日）は昭和初期から中期に活躍した芸者歌手
鹿児島県の種子島熊毛郡北種子村（現在の西之表市）出身。本名は中山嘉子。旧姓は今村、旧名はタネ。（読み方は同じで「タ子」と書かれた書物もある）。作曲家中山晋平の後妻。享年59。

## 来歴

### 幼少時代
1903年（明治36年）10月12日、鹿児島県種子島熊毛郡北種子村(現・西之表市)で父今村正義、母チカの元に9人兄妹の長女（第1子）として誕生。出生地の種子島に因んで「タネ」と名付けられた。間もなく両親と鹿児島市に移り住む。
正義は本来畳職人であったが、水商売を好み旅館や料亭など幾多の商売を手がけるもいずれもうまく行かず、鹿児島市内を転々として過ごした。
鹿児島市唐湊に住んだ頃、尋常小学校へ入学するが、正義の度重なる商売の失敗で夜逃げをするに至り、宮崎県小林市に移り住んだ後、家計を助けるため尋常小学校5年で中退、近所の芝居小屋「新芸座」に住み込んで売り子の仕事をするようになった。
1916年（大正5年）2月、小林で正義が営んでいた商売が軌道に乗り、一家は鹿児島へ戻る。鹿児島に戻った一家は、鹿児島駅近くの小川町で小さな果物屋を開いた。

### 芸者となる
1916年（大正5年）4月、果物屋の常連客であった鰺坂某が、正義に「タネを芸者にしないか」と相談しているのを耳にしたタネは、小さな果物屋の商いで家族8人が暮らして行く大変さ、商売が軌道に乗ってもまたいずれ正義が新たな商売に手を出す事を慮り、翌朝両親に芸者になりたいと打ち明けた。両親は当然の事ながら反対するが、タネの熱心な説得は続き、とうとう両親を説き伏せ、4月15日、鹿児島市の西券番に属する芸者置屋「都屋」へ身代金100円と引き換えに芸者の仕込みとして入る。正義はその身代金を元手に食堂を開店した。
同年9月1日、同じ置屋の芸者八重子の妹分として八重丸の名で見世出しするが、南券番より移籍して来た同僚芸者の小染から南券番の芸の水準の高さを聞かされた八重丸は、芸の水準のみならず客層や料亭の格も上級である南券番への移籍を希望し、見世出しからわずか3ヶ月ほどで南券番の置屋「松屋」に移り、12月15日に先輩芸妓千代治の妹分として、置屋の主人の命名により成金の名で見世出し（周囲から名前について冷やかされたため、改名を願い出て翌正月より千成となる）。当時、鹿児島の花柳界に所属する芸者は関西出身の者が大半を占め、地元出身の芸者は極少数であったため、非常に珍しがられたという。
唄に三味線にと熱心に取り組み、馴染みの客なども出来順調なようであったが、旦那（ここではスポンサーのこと）を持つ事を拒否していたため、着物代などの経費は自腹で賄わねばならず、その為に借金が増えていった。

### 台湾へ移る〜木村伊兵衛との恋
1919年（大正8年）5月、最初に千成を西券番へ紹介した鰺坂某と街中で偶然会ったところ、台湾で働く芸者を探しに来ている人が、前月行なわれた券番の温習会を見て、千成の事を気にかけているという話を聞き、借金を清算するために台湾行きを希望する。話はトントン拍子に進み、5月25日に下関から信濃丸で台湾へ渡る事となる。年季は4年で1,500円の前借りという条件であった。台湾では置屋「高砂」に所属し蔦奴と改名して台湾での芸者稼業をスタートさせた。
当時仕事で台湾に駐在していた後の写真家木村伊兵衛と恋に落ちた。1922年（大正11年）6月、伊兵衛が日本へ引き上げることとなり、日本が恋しくなった蔦奴も鹿児島への引き上げを決意する。年季があと1年近く残っていたことによる前借金の清算と、台湾で新たに作った借金の合わせて1,500円を請求されたが、迎えに来た正義が交渉して1,300円に負けてもらい、そのうち800円を現金で支払い、残りは証文にして後日の支払いを約束、再び鹿児島へ戻ることとなった。

### 再び鹿児島へ、そして伊兵衛との別れ
鹿児島に戻り、南券番の置屋「喜楽」に所属。1922年（大正11年）7月10日、妓籍名を喜代治と改めてお披露目。鹿児島に戻ってからも伊兵衛とは手紙を通じて交際は続いたが、次第に伊兵衛からの連絡が滞るようになり、11月にはとうとう手紙の返事が来なくなった伊兵衛の気持ちを確かめる為に、置屋には熊本へ行くと偽り、生まれて初めて上京。
東京では伊兵衛の両親とも初めて対面し、本人との関係も修復して10日後には鹿児島へ戻るが、12月20日には伊兵衛へ思いが高まり、誰にも告げぬまま発作的に夜行列車に飛び乗り、東京へ向かう。しかし、喜代治の行動を察知した券番の坂崎某が後を追って上京し、鹿児島へ帰るよう説得するも聞き入れなかったため、さらに正義が上京し、結果鹿児島へ連れ戻された。その際、伊兵衛の両親との仲も円滑であったことから、伊兵衛と両親は喜代治との結婚を視野に入れ落籍を願い出たが、一括で落籍に要する費用を支払えなかったため正義に断れている。そもそも正義は台湾時代に伊兵衛が一人で鹿児島を訪ねて来た頃から良い印象を持っていなかった事も災いした。
年が明けて1923年（大正12年）1月の末、伊兵衛の母親から立腹した内容の手紙が届き、喜代治が知らぬ間に正義が伊兵衛の両親宛に「娘は伊兵衛との仲をあきらめた」と偽りの内容の手紙を出していた事を知る。
すぐさま弁解の手紙を出そうとしたが、実際問題としてなかなか進展しない伊兵衛との仲や、正義をはじめとする周囲の反対に、この恋の成就は無理だと悟った喜代治は別れを決意し、伊兵衛の母親宛にその旨を記した手紙を送っている。なお、大正末年頃には、鹿児島乗馬会に属し、乗馬服を着て日曜日など遠乗りした。

### 鹿児島随一の売れっ子芸者として
伊兵衛と別れた喜代治は一層芸に打ち込み、それに人柄も相まって人気も上昇していった。この頃、垂水市の温泉で後に「東洋のマタハリ」と呼ばれる川島芳子と遭遇している。昭和に入ると、ますます喜代治の人気は高まり、地元の名士の宴席はもちろんのこと、鹿児島を訪れた政財界の要人の宴席には決まって喜代治が呼ばれるようになる。
1929年（昭和4年）には、鹿児島を訪れた大倉喜七郎、大川平三郎、松野鶴平、渋沢栄一らの宴席も務めており、彼らは後に喜代治が新橋花柳界に移籍してからも贔屓の客となった。この頃、先輩芸者一八が得意とし、別名『一八節』とまで言われた『小原良節』　を直々に教わり、一八が京都へ移った事からその後継者となった喜代治は、（当時鹿児島にはNHKの放送局が無かったため）NHK熊本放送局から『小原良節』『はんや節』『よさこい』『三下り』『げんや節』などを放送して名をあげ、度々熊本放送局へ呼ばれるようになり、コロムビアからの依頼により大阪のスタジオでレコーディングも行なった。

### 中山晋平との出会い
1930年（昭和5年）秋、鹿児島では昭和恐慌以来なかなか回復しない経済の閉塞感を打開する気運を作ろうと、鹿児島商工会議所の主催、鹿児島市・鹿児島県の後援により「國産振興博覧會」（会期は翌年の4月1日〜5月15日）が企画され、その宣伝ソングを作る話が持ち上がる。作家として指名されたのは作詞が西條八十、作曲が中山晋平の両巨匠であった。
1931年（昭和6年）2月5日、その二人が取材のために鹿児島を訪れ、料亭「青柳」での接待の宴席に呼ばれたのが喜代治であった。その席で喜代治は一八直伝の『小原良節』を披露している。西條は歌詞の取材のために鹿児島市内各地を歩き回っていたが、作詞が終わらないことには作曲出来ないため、中山は滞在中度々喜代治を呼び出しては鹿児島の民謡を聞いたりして過ごした。この時に喜代治は一八から教わった『小原良節』の歌い方について、自分なりの工夫をした点の善し悪しを相談したところ、喜代治なりの歌い方で良いと励まされた。西條の詞の完成を待って中山の作曲が始められ、滞在6日目にだいたい出来上がると、市内3券番（南・西・中券番）の芸者代表として喜代治が中山より直接歌唱指導され、他の芸者を前にしての模範歌唱を行なった。また振り付けも中山自らが行ない、それを喜代治に教えて喜代治から他の芸妓へ伝えられた。
ちなみにその國産振興博覧會の宣伝ソングとして出来上がったのは、当時既に人気歌手となっていた芸者出身の藤本二三吉が歌った『鹿児島小唄』（カップリングは作詞・作曲・唄とも同じメンバーで『鹿児島夜曲』）で、博覧会の会場に設けられた演芸館で連日鹿児島市内3券番の芸者連中が舞踊と演奏でこの曲を披露し、喜代治も南券番の唄方として名を連ねている。
鹿児島滞在中から喜代治に恋心を寄せていた中山は、鹿児島を離れた僅か4ヶ月後、歌を作る為に西條と共に訪れていた福岡県久留米市から、喜代治に会うためだけに西條を伴って再度鹿児島を訪れている。（後の西條の述懐によると、出会った当初から中山が喜代治に一目惚れしていたことに西條は気付いていたとのこと）
また喜代治も中山の人柄に触れ、尊敬の念が次第に恋愛感情へと変わって行った。

### 東京進出、スター歌手へ
同じ年の8月1日、東京の日本橋三越で行なわれた鹿児島物産展のアトラクションに出演するため上京した喜代治は、アトラクション出演の翌日8月2日、中山の紹介によりビクターで『小原良節』『はんや節』『よさこい節』『三下り』の4曲をレコーディングした。この上京の際、同郷人で貴族院議員、財界の重鎮でもあった樺山資英、後に飯野海運社長となる俣野健輔から新橋金田中での宴席に呼ばれ、その席で披露した芸が好評を博し、東京への進出を勧められた。それを中山に話したところ大いに賛同を得て喜代治は上京を決意する。
鹿児島へ戻った喜代治は早速上京の準備を始める。当時世話になっていた旦那に東京行きの決意を伝えて許しを得ると、両親と家族を説得、俣野らに上京後の所属先を新橋で探してもらうよう連絡している。すぐに電報によって所属先決定の知らせを受けた喜代治は準備のために上京。新橋の置屋「金三升」へ所属する事を決め、その夜には中山と会って上京決定の報告をしている。上京の予定は満州事変の影響で遅れたが、地元有志による10日間に亘る歓送会を終え、1931年（昭和6年）10月22日、鹿児島商工会議所会頭、料亭関係者、芸妓組合50人以上の見送りを受けて上京。
こうして喜代治は正式に新橋に所属する事となり、その際に先輩芸者に読み方が同じの喜代次がいたため、名を喜代三と改める。上京後すぐに試験を受けて合格すると、お披露目は11月1日に決定する。その美貌と優れた芸がたちまち評判となり、上杉愼吉、大倉喜七郎、松本學、橋本欣五郎、中島健蔵、杉山平助など、政財界をはじめとする当時の名士の座敷を勤めた。新橋に移ってからも宴席では鹿児島民謡を中心に九州民謡を披露し好評を得た。
1932年（昭和7年）7月、新橋の置屋の看板を譲りたいという話があり、中山の出資を得て2,500円で取得。「喜代之家」として届け出て営業を始めた。秋にはポリドールの専属となり、新橋喜代三の名で流行歌『わしゃ知らぬ』を吹込み、1933年（昭和8年）6月に発売。しかし、芸者と流行歌手の兼業を快く思わなかった新橋の先輩芸者らからレコード会社の専属とステージでの活動を止めるよう咎められて対立するようになり、市村羽左衛門らも仲裁に入ったが決裂。同じ新橋の烏森花柳界へ移籍し、芸苗字「新橋」を守る。
1934年（昭和9年）1月、『鹿児島小原良節』（伴奏は和洋合奏で、編曲は山田榮一が担当。カップリングは同じく和洋合奏の伴奏で篠原正雄編曲による『鹿児島三下り』）を出し大ヒット。便乗した他社からも次々に『鹿児島小原良節』のレコードが発売されるほどのブームとなった。翌年には『明治一代女』もヒットした。この年には弟二人を相次いで亡くしている。
この間、中山とは既に愛人関係となっており、熱海や箱根仙石原の別荘で逢瀬を重ねながらも、中山の依頼で敏子夫人に三味線を教え、喜代三は中山から発声のレッスンを受けるため中山家に出入りしていた。中山は喜代三を独占したいがために引退を勧めたこともあったが、芸能界に未練のあった喜代三はそれを拒否。そのままの関係が続いた。
1935年（昭和10年）、日活の山中貞雄監督の代表的な映画『丹下左膳余話 百萬両の壺』でヒロインお藤を演じるなど幅広い活躍をみせた。1936年（昭和11年）10月15日、かねてより療養中であった中山夫人の敏子が45歳の若さで亡くなった。

### 中山と結婚、引退
夫人没後の中山の身の回りの世話を案じた周囲の勧めにより、中山は上京以来愛人関係にあった喜代三にプロポース。1937年（昭和12年）12月3日、銀座の山野楽器社長山野政太郎夫妻の媒酌により丸の内会館で結婚。それを機に引退。ポリドールとの契約があと1年残っていたが、他社への移籍ではなく、結婚し家庭に入るということで不問となった。僅か4年余りの歌手生活であった。
戦時中は熱海へ疎開し、戦後も引き続き熱海で暮らした。1950年（昭和25年）頃になると、戦後の混乱も一段落し、民謡が流行する兆しが見えると、ビクターからの依頼で三重県の出身で渋谷から出ていた菊丸という芸者を教えるようになり、ビクターの社長から「『喜代三』の名前を譲って欲しい」と中山に話があったが、中山が断り、彼女は旧名の文字を変え同じ読み方で喜久丸と名付けられた。「喜代三」の名前については、直弟子であった「喜代丸」からも譲って欲しいと相談があったが、中山が許さなかった。
1952年（昭和27年）12月30日、中山が65歳で死去。結婚に際しては「喜代三が中山を支えられず、どうせすぐに離婚するに決まっている」などと中山の親族らに反対する者もあったが、結果的に生涯添い遂げた。
中山は臨終間近の病床で喜代三の手を取り「よく支えてくれたね」と労った。

### 晩年
中山の没後しばらくは抜け殻のようになっていたが、歌手復帰を決意。手始めに中山の一周忌を機に企画されたNHKの「民謡をたずねて」に喜代丸、喜久丸と出演。一周忌当日の1953年（昭和28年）12月30日に放送された。復帰にあたってはキングをはじめ、古巣のポリドール、コロムビアからも誘いがあったが、結局ビクターに決定。
1954年（昭和29年）3月にビクターへ入社。本名の中山嘉子の名で喜久丸と歌った『名古屋ぶし』で歌手復帰した。その後は喜代三の名に戻し『小原良節』『ひえつき節』『上州小唄』『田原坂』『キンキラキン』などを吹込み、秋には博多を振り出しに18年振りに九州各地を演奏旅行している。
1956年（昭和31年）4月21日から11月5日までアメリカで使用されている中山の作品の著作権問題について話し合うために渡米し、その合間にサンフランシスコ、ニューヨーク、ワシントン、シカゴなど現地の日本人会や鹿児島県人会のイベントに出演した。帰国後も引き続き熱海で暮らしながら1958年（昭和33年）、自叙伝『多情菩薩 喜代三自伝』を出版。1962年(昭和37年)
にはＬＰレコード「喜代三民謡集」を発売している。
その他、中山晋平音楽祭などに関与したり、中山の作品の普及に努めるなど熱心に活動したが、志半ばで1963年（昭和38年）3月23日に胆管癌のため他界した。59歳没。墓所は多磨霊園で、中山家の墓に中山やその前妻、中山の長男（前妻との結婚中に迎えた養子）と共に埋葬されている。

## 小原良節と喜代三と中山
鹿児島小原良節の解説や、喜代三また中山の経歴でよく見られるのが「中山が『小原良節』を編曲して喜代三がレコーディングしヒットさせた」という記述である。
しかし、先に触れたように、喜代三をスター歌手に押し上げた1934年（昭和9年）にポリドールから発売されたレコードは三味線豊吉の三味線とポリドール管弦楽団による和洋合奏の伴奏（盤面クレジットは「ポリドール和洋管弦楽団」）で、「山田榮一編曲」となっている。山田はポリドールの専属で、喜代三のデビュー曲「わしゃ知らぬ」の作曲も担当し、その他東海林太郎の『すみだ川』なども作曲しヒットさせた作・編曲家である。現にこのレコードの編曲については音楽文化研究家の長田暁二が山田本人に取材し、「あの『小原良節』は喜代三さん、豊吉さんと私の合作です」との証言を得ている。
ここで問題となってくるのが「編曲」の定義である。一般にはオーケストラなどの複数パートを持つ楽団用に各パートのメロディーをアレンジする仕事を「編曲」と呼ぶが、民謡の「編曲」となるとまた意味が広くなってくる。本来読み人知らずである民謡を、歌い手や伴奏者が時代によって各々に改良することも「編曲」と見なされる場合があるからだ。喜代三は鹿児島時代にも中山に『小原良節』の歌い方について相談をしており、また上京後も中山のもとへレッスンに通っていたことから、一緒になって工夫したことも十分に考えられる。
現に残された一八の『小原良節』と喜代三のそれは部分的にメロディーが異なっている。それを「中山の編曲」とするのならば、「中山晋平編曲」説も間違いでは無い。中山は生涯ビクター専属であったが、喜代三は中山の生前はポリドール専属であったため、中山がポリドール作品のオーケストラ用編曲をする事は無い。
喜代三をポリドールへ入社させたのは、喜代三が自らの愛人であったため、存命だった中山の夫人への配慮と、自身の会社に所属させることを公私混同と取られる事を避ける為だったという。
また喜代三を新橋花柳界に紹介したのも、先に記した通り同郷人で東京で活躍していた俣野健輔らであり、中山が紹介したという説は間違いである。

## 酒と喜代三
喜代三は美麗な容姿からは想像もつかないほどの酒豪であった。本人の述懐によると、最初に酒を口にしたは幼少期に父親のお使いで焼酎を買いに行った時だという。焼酎の味に興味を持った喜代三は少し舐めてみたところ、それを「美味しい」と感じた。最初は少し舐めるだけだったものが、次第にお猪口1杯、2杯と進むようになり、飲んだ分を水で埋め誤魔化していたため、父親は「最近の焼酎は水っぽくなった」と嘆いていたという。
芸者になり酒と直接的に関わるようになると、新人芸者で人より優れた芸をまだ持ち合わせていなかった喜代三は「酒の呑める（強い）芸者になれば売れるのではないか」と思いつき、宴席では客になんこ勝負を挑み、次第に酒が強い芸者として客に気に入られるようになっていった。
レコーディングやステージなど、緊張する場面では酒を飲んで緊張を抑えるのが常で、スタジオや楽屋で一升瓶を空にする事も珍しくなかった。

## 代表曲(流行歌)
1933年『わしゃ知らぬ』
1934年『赤城の唄』『酋長の娘』
1935年『唐人お吉』『櫛巻お藤の唄』『お伝地獄の唄』『明治一代女の唄』『お藤の唄』
1936年『浪花春ごよみ』『十七島田』
1937年『背嚢まくらに』『夜嵐ざんげ』

## 代表曲(民謡・新民謡)
1931年、1933年、1959年『鹿児島小原節』
1931年『鹿児島はんや節』
1931年、1934年『鹿児島三下り』
1931年、1934年『鹿児島よさこい節』
1934年、1962年『ヤンレサホイ(佐賀の菱売り唄)』
1936年、1955年『田原坂(豪傑節)』